# La macchina che vinse la guerra
La macchina che vinse la guerra (The Machine that Won the War), tradotto anche col titolo Multivac, è un racconto fantascientifico di Isaac Asimov, pubblicato per la prima volta nell'ottobre 1961 dalla rivista The Magazine of Fantasy and Science Fiction, poi ristampato e incluso nelle raccolte Antologia personale (1969) e Sogni di robot (1986).
Il racconto fa parte della serie di racconti vagamente connessi fra loro sul supercomputer immaginario Multivac.
Venne tradotto in italiano per la prima volta nel 1965.

## Trama
Tre influenti leader della razza umana si incontrano a seguito della vittoria nella guerra contro i Denebiani. Discutendo su come l'enorme e potente computer Multivac fosse stato un fattore decisivo nella guerra, ognuno degli uomini ammette di aver falsificato la propria parte del processo decisionale perché pensava che la situazione fosse troppo complessa per seguire le normali procedure. John Henderson, Capo Programmatore di Multivac, ammette di aver alterato i dati da inserire nel computer dato che il popolo non era in grado di riportare informazioni accurate nella situazione che si stava affrontando. Max Jablonsky ammette poi di aver alterato i dati che di Multivac produceva in quanto era, infatti, a conoscenza del fatto che Multivac non fosse in buone condizioni di lavoro a causa della mancanza di manodopera e parti di ricambio.
Alla fine, Lamar Swift, Direttore Esecutivo della Federazione Solare, rivela di non essersi fidato dei rapporti di Multivac, affidandosi per l'ultima decisione al semplice lancio di una moneta.